# 第2章
「第2章」（だい2しょう、英語: Chapter Two)は、1979年に公開されたアメリカ合衆国のメトロカラーのロマンティック・コメディドラマ映画。
監督 ロバート・ムーア。製作レイ・スターク。1977年にブロードウェイで上映されたニール・サイモンの戯曲第2章を原作としている。
マーシャ・メイソンは第52回アカデミー賞のアカデミー主演女優賞にノミネートされた。

## キャスト
| 役名        | 俳優                 | 日本語吹替                                 |
| 役名        | 俳優                 | テレビ朝日版                               |
| ----------- | -------------------- | ------------------------------------------ |
| ジョージ    | ジェームズ・カーン   | 羽佐間道夫                                 |
| ジェニー    | マーシャ・メイソン   | 鈴木弘子                                   |
| レオ        | ジョセフ・ボローニャ | 堀勝之祐                                   |
| 不明 その他 |                      | 沢田敏子 石井敏郎 菅原淳一 山口健 有馬瑞香 |
|             |                      |                                            |
| 演出        | 演出                 | 田島荘三                                   |
| 翻訳        | 翻訳                 | たかしまちせこ                             |
| 効果        | 効果                 | 新音響                                     |
| 調整        | 調整                 | 近藤勝之                                   |
| 制作        | 制作                 | コスモプロモーション                       |
| 解説        | 解説                 | 飯干恵子                                   |
| 初回放送    | 初回放送             | 1985年11月9日 『ウィークエンドシアター』   |